# 及川啓
及川 啓（おいかわ けい）は、日本の男性アニメーター、アニメーション演出家、アニメーション監督。

## 来歴
AIC出身。1996年、『ウルトラマン超闘士激伝』の動画を手掛けて以来、『HUNTER×HUNTER』や『サクラ大戦』などの原画を担当してきた。2004年には『花右京メイド隊 La Verite』第8話「スポーツカーの女」で初の絵コンテを手掛け、以後演出家としてufotableやAICなどを中心に活動。2009年、『みなみけ おかえり』で監督デビュー。2010年以降はfeel.を中心に監督・演出家として活動している。
2018年の春クール（4月 - 6月）に放送された、『ウマ娘 プリティーダービー』『ヒナまつり』の2作品で監督を務め、さらに、『ウマ娘 プリティーダービー』では全13話のうち6本と第7話「約束」のED、『ヒナまつり』では全12話とOP、第6話「新田さんの父親はダンディ」のEDの絵コンテも担当した。

## 作風
監督を務める作品では独自のギャグ要素を演出や台詞に盛り込むことが多い。これらのギャグ要素はお笑い芸人のダチョウ倶楽部の影響を受けている。

## 作品リスト

### テレビアニメ
1997年
- 吸血姫美夕（1997年 - 1998年、原画・動画チェック）
- バトルアスリーテス大運動会（1997年 - 1998年、原画・ミュージッククリップ）

1998年
- 爆走兄弟レッツ&ゴー!!MAX（原画）
- ロードス島戦記-英雄騎士伝-（原画）

1999年
- ビーストウォーズネオ 超生命体トランスフォーマー（原画）
- HUNTER×HUNTER（1999年 - 2001年、原画）
- デュアル!ぱられルンルン物語（原画）
- 課長王子（原画）
- 今、そこにいる僕（1999年 - 2000年、原画）

2000年
- サクラ大戦TV（原画）
- HAND MAID メイ（原画）

2001年
- 破邪巨星Gダンガイオー（原画）
- ヒカルの碁（2001年 - 2003年、原画）

2002年
- NARUTO -ナルト-（2002年 - 2007年、原画）
- あずまんが大王（原画）
- おねがい☆ティーチャー（原画）

2003年
- おねがい☆ツインズ（原画）
- 住めば都のコスモス荘 すっとこ大戦ドッコイダー（原画）
- カレイドスター 新たなる翼（2003年 - 2004年、原画）

2004年
- 花右京メイド隊 La Verite（絵コンテ・作画監督・原画）
- ニニンがシノブ伝（絵コンテ・作画監督・原画）
- スクールランブル（2004年 - 2005年、原画）

2005年
- 絶対少年（原画）
- フタコイ オルタナティブ（原画）
- ハチミツとクローバー（原画）

2006年
- ふしぎ星の☆ふたご姫 Gyu!（2006年 - 2007年、絵コンテ・演出）
- 砂沙美☆魔法少女クラブ（絵コンテ・演出）
- コヨーテ ラグタイムショー（演出・原画）

2007年
- ロミオ×ジュリエット（絵コンテ・演出）
- ながされて藍蘭島（絵コンテ・演出）
- D.C.II 〜ダ・カーポII〜（チーフ演出）

2008年
- D.C.II S.S. 〜ダ・カーポII セカンドシーズン〜（チーフ演出・絵コンテ・演出・OP絵コンテ・ED絵コンテ）

2009年
- みなみけ おかえり（監督・絵コンテ・演出）
- かなめも（絵コンテ・演出・ED絵コンテ）
- キディ・ガーランド（2009年 - 2010年、絵コンテ・演出）

2010年
- おまもりひまり（絵コンテ）
- kiss×sis（絵コンテ）
- 祝福のカンパネラ（助監督・絵コンテ・演出）

2011年
- 俺たちに翼はない（絵コンテ）
- まよチキ!（絵コンテ）
- 未来日記（2011年 - 2012年、絵コンテ）

2012年
- パパのいうことを聞きなさい!（助監督・絵コンテ・演出・ED絵コンテ）
- じょしらく（絵コンテ・演出）
- お兄ちゃんだけど愛さえあれば関係ないよねっ（絵コンテ・演出）

2013年
- みなみけ ただいま（絵コンテ・演出・ED絵コンテ）
- 俺の妹がこんなに可愛いわけがない。（絵コンテ）
- アウトブレイク・カンパニー（監督・絵コンテ）

2014年
- くつだる。（絵コンテ）
- ご注文はうさぎですか?（絵コンテ）
- 少年ハリウッド -HOLLY STAGE FOR 49-（絵コンテ・演出 6話ED絵コンテ）
- 妖怪ウォッチ（2014年 - 2018年、絵コンテ）

2015年
- やはり俺の青春ラブコメはまちがっている。続（監督・絵コンテ・演出）

2016年
- この美術部には問題がある!（監督・絵コンテ・演出・OP絵コンテ）

2017年
- 月がきれい（絵コンテ）

2018年
- ダメプリ ANIME CARAVAN（絵コンテ）
- ウマ娘 プリティーダービー（監督・絵コンテ・演出）
- ヒナまつり（監督・絵コンテ）

2019年
- ぱすてるメモリーズ（絵コンテ）
- かぐや様は告らせたい〜天才たちの恋愛頭脳戦〜（絵コンテ）
- けだまのゴンじろー（絵コンテ）
- この世の果てで恋を唄う少女YU-NO（絵コンテ）

2020年
- やはり俺の青春ラブコメはまちがっている。完（監督）

2021年
- ウマ娘 プリティーダービー Season 2（監督・絵コンテ）
- 真の仲間じゃないと勇者のパーティーを追い出されたので、辺境でスローライフすることにしました（絵コンテ）

2022年
- パリピ孔明（絵コンテ）
- シャインポスト（監督・絵コンテ）

2023年
- ウマ娘 プリティーダービー Season 3（監督・絵コンテ）

2024年
- 真夜中ぱんチ（ショートアニメ絵コンテ）
- 負けヒロインが多すぎる!（絵コンテ）

2025年
- 悪役令嬢転生おじさん（絵コンテ）

### 劇場アニメ
- 劇場版 ああっ女神さまっ（2000年、原画）

### OVA
1996年
- ウルトラマン超闘士激伝（動画）

1997年
- フォトン（1997年 - 1999年、動画）

1999年
- 快刀乱麻 THE ANIMATION（原画）

2000年
- ジョジョの奇妙な冒険 ADVENTURE（2000年 - 2002年、原画）

2004年
- 蒼い海のトリスティア（原画）

2005年
- スクールランブル 一学期補習（原画）

2009年
- みなみけ べつばら（監督・絵コンテ）

2011年
- 祝福のカンパネラOVA（助監督・『カンパネラ学園』絵コンテ・演出）

2016年
- 普通の女子校生が【ろこどる】やってみた。 OVA（絵コンテ・ED絵コンテ）
- やはり俺の青春ラブコメはまちがっている。続 OVA「きっと、女の子はお砂糖とスパイスと素敵な何かでできている。」（監督）

### Webアニメ
- ゼノンザード THE ANIMATION（2019年、監督[注 1]）